# 角峪镇
角峪镇，是中华人民共和国山東省泰安市岱岳区下辖的一个乡镇级行政单位。

## 行政区划
角峪镇下辖以下地区：
角峪西村、角东村、河西村、岳家庄村、泉坡村、柴庄村、鲁东冶西村、鲁东冶东村、埠上村、安乐村、苏庄村、泉上村、唐庄村、亓家庄村、郗官庄村、鹿角村、磨石埠村、刘家埠村、兴隆村、纸房村、南角峪村、先锋村、牛角村、杨官庄村、南徐冶村、北徐冶村、西南峪村、二虎官庄村和北洪河村。